# Filthy Rich & Catflap
Filthy Rich & Catflap was een kort lopende Britse komedieserie van de BBC met Nigel Planer, Rik Mayall en Adrian Edmondson als Ralph Filthy, Richie Rich en Eddie Catflap. De drie speelden eerder samen in de komische cultserie The Young Ones. Het scenario was van de hand van Ben Elton, eveneens een van de schrijvers van The Young Ones.
De serie ging over Richie Rich (Mayall), een talentloos, maar desondanks zelfingenomen acteur die denkt dat iedereen wil profiteren van zijn roem, en de immer benevelde Eddie Catflap (Edmondson), die dienstdoet als Richies gestoorde en weinig loyale 'lijfwacht'. De twee delen een appartement. Richies louche agent Ralph Filthy (Planer) houdt zich voornamelijk bezig met prostitutie en pornografie.
De humor in het programma borduurde voort op de stijl van The Young Ones, waarin onder meer gebruik werd gemaakt van gewelddadige slapstick- en schunnige grappen. In de latere comedyserie Bottom werd deze stijl voortgezet. In het laatstgenoemde programma speelden Mayall en Edmondson personages die eveneens Richie en Eddie heetten. Ook qua karakter en verstandhouding kwamen deze personages grotendeels overeen met de Richie en Eddie uit Filthy Rich & Catflap. Een ander stijlkenmerk van de serie was het regelmatig doorbreken van de vierde wand, waarbij de personages bijvoorbeeld commentaar leverden op de kwaliteit van het script. Gastacteurs zijn onder anderen Barbara Windsor, Stephen Fry, Hugh Laurie, Lynda Bellingham, The Nolan Sisters en Midge Ure.
Alhoewel er in de laatste aflevering werd verwezen naar een nieuw seizoen, werd er nooit een tweede seizoen gemaakt.

## Afleveringen
| Nr. | Titel                 | Samenvatting | Eerste uitzenddatum |
| --- | --------------------- | --- | ------------------- |
| 1.  | Dead Milkmen          | Een onbekende vrouw beweert dat Richie vader van haar kind is en eist alimentatie. In de loop van de aflevering brengt Richie per ongeluk meerdere melkboeren om het leven. | 7 januari 1987      |
| 2.  | Game Show             | Richie zet zichzelf voor schut als panellid in een spelprogramma. Daarna richt hij schade aan in de kleedkamer van de Nolan Sisters, die hem uit wraak beginnen te chanteren. | 14 januari 1987     |
| 3.  | Dinner Party          | Richie zit tien jaar in het vak en wil daarom een feestje geven voor al zijn "vrienden" uit de showbizz. Er is echter geen geld voor de drankjes en hapjes, dus besluiten Richie en Eddie deze te stelen. Als alibi laat Ralph hem optreden in een peepshow.                                                                         | 21 januari 1987     |
| 4.  | A Death in the Family | Richie probeert zijn dodelijk zieke vader te gebruiken om weer succes te krijgen in de showbizz. Hij wil van de uitvaart een groot mediaspektakel maken, maar zijn vader wil maar niet doodgaan. | 28 januari 1987     |
| 5.  | Breakfast Television  | Richie krijgt eindelijk werk, als presentator van de roddelrubriek in een ochtendprogramma. Ondanks dat hij om half vijf aanwezig moet zijn, besluiten hij en Eddie het alsnog te gaan vieren met een hoop drank, wat fout afloopt.                                                                                                  | 4 februari 1987     |
| 6.  | Smear Campaign        | Vervolg van de vorige aflevering. Nadat ze op televisie hun achterwerken hebben getoond wordt Richie en Eddie gerechtelijk verboden om op televisie te komen. Richie zoekt zijn heil in de journalistiek, en komt dan op het idee om alle andere sterren zwart te maken. In deze aflevering komt een parodie op Rupert Murdoch voor. | 11 februari 1987    |